# Campeonato de Rugby das Américas
O Campeonato de Rugby das Américas (em inglês: Americas Rugby Championship - ARC), conhecido informalmente no Brasil como Seis Nações Americano, é um torneio anual de rugby disputado por seis selecionados nacionais das Américas do Norte e do Sul: Argentina, Brasil, Canadá, Chile, Estados Unidos e Uruguai.
É disputado paralelamente ao Campeonato das Seis Nações europeu, entre os meses de fevereiro e março de cada ano. A competição será a primeira deste nível promovida pela união da Confederação Sul Americana, junto com a Associação da América do Norte e Caribe, desde que o Campeonato Pan-Americano de Rugby deixou de ser disputado em 2003.

## História
O Americas Rugby Championship (ARC) foi criado para suplantar um torneio existente na América do Norte. Seu principal patrocinador é a World Rugby (antiga International Rugby Board), autarquia que administra as competições de rugby pelo mundo.
Entre 2009 e 2014, esta competição foi realizada com diferentes participantes e fórmulas variadas. Nos anos de 2011 e 2015 a mesma não foi disputada, tendo em vista a realização da Copa do Mundo de Rugby nos respectivos anos.
Desde a edição de 2016, o torneio é também conhecido como Seis Nações Americano, devido à incorporação de Brasil e Chile no grupo de participantes. À exceção da Argentina, os demais participantes devem enviar suas melhores equipes, tendo em vista a validade das partidas para o ranking mundial da World Rugby. Suas disputas ocorrem em fevereiro, paralelamente ao Seis Nações da Europa, evidenciando a inspiração provinda do velho continente.

## Formato da competição
Atualmente, o torneio é disputado em turno único, no qual os seis participantes se enfrentam. A seleção que somar mais pontos, ao final das cinco rodadas, é declarada campeã. Argentina, Brasil, Canadá, Chile, Estados Unidos e Uruguai formam, desde 2016, o seleto grupo de integrantes da ARC.

### Transmissão
As partidas do Brasil tem sido transmitidas pelos canais ESPN. Na televisão aberta, a Rede TV! transmitiu as partidas brasileiras realizadas no Campeonato Sul-Americano Divisão A de 2016.

## Campeonatos
Segue-se, abaixo, o histórico das edições desta competição, desde seu estágio inicial até o formato atual.

### Divisão principal

#### Torneio Inaugural
Nesta edição, se fizeram presentes as segundas seleções de Argentina e Estados Unidos, além de quatro equipes provinciais do Canadá. Enquanto as representações locais jogaram entre si (quadrangular), os visitantes fizeram uma partida semi-final direta, enquanto a outra foi disputada pelos dois primeiros colocados do quadrangular canadense. Os dois vencedores fizeram a final.

#### Torneio Quadrangular
Entre 2010 e 2014, o ARC foi disputado em forma de quadrangular, com variadas equipes a cada edição. Não foi realizado em 2011 e 2015, em razão da Copa do Mundo de Rugby estar sendo celebrada em tais anos.
A Argentina se fez presente com sua segunda seleção (Los Jaguares), exemplo este seguido pelo Canadá, Estados Unidos e Uruguai (que o fez em 2014). Tonga foi convidado para adentrar a disputa, em 2010.

#### Americas Rugby Championship (Seis Nações Americano)
O atual modelo do Americas Rugby Championship, sendo disputado por seis seleções das Américas desde 2016. Com exceção da Argentina, as demais seleções participam com suas equipes principais.
A edição de 2020 desta competição foi cancelada, em razão da pandemia provocada pela COVID-19.

### Americas Rugby Challenge
O nome oficial, previamente conhecido como Campeonato de Rugby das Américas Divisão B (em inglês: Americas Rugby Championship Division B), foi alterado para Desafio de Rugby das Américas (em inglês: Americas Rugby Challenge - ARCH).
Com a participação de quatro seleções (sendo elas Colômbia, México, Paraguai e Guiana), o máximo torneio de rugby das Américas teve a disputa da primeira edição de sua Divisão B, realizada em agosto de 2018. Os colombianos conquistaram o título da edição inaugural desta competição.
A segunda edição, em 2019, teve a Colômbia conquistando o bicampeonato de maneira invicta. O Desafio de Rugby das Américas de 2020 foi também cancelado, em razão da pandemia provocada pela COVID-19.